# Еудженіо Моссо
Еудженіо (Еухеніо) Моссо (італ. Eugenio Mosso, 10 серпня 1895, Мендоса — 6 серпня 1961, Мендоса) — італійський футболіст аргентинського походження, що грав на позиції нападника за «Торіно». Провів одну гру за  національну збірну Італії.

## Клубна кар'єра
Народився в Аргентині в родині іммігрантів з Італії. Згодом перебрався на історичну батьківщину, де 1912 року приєднався до команди «Торіно». Грав за неї до переривання футбольних змагань в Італії через Першу світову війну, а згодом і після їх відновлення.

## Виступи за збірну
Навесні 1914 року провів свою єдину гру у складі національної збірної Італії.
Помер 6 серпня 1961 року на 66-му році життя в рідній Мендосі.
| Дата       | Місто | Господарі | Результат | Гості     | Турнір           | Голи | Примітки |
| ---------- | ----- | --------- | --------- | --------- | ---------------- | ---- | -------- |
| 05/04/1914 | Берн  | Італія    | 1 – 1     | Швейцарія | товариський матч | -    |          |
| Усього     |       | Матчів    | 1         |           | Голів            | 0    |          |